# Knut Olav Åmås
Knut Olav Åmås, né le 19 janvier 1968 à Mo i Rana, est un écrivain norvégien et homme politique (H) dirigeant la fondation Fritt Ord depuis 2014.

## Origines et formation
Knut Olav Åmås est né à Mo i Rana (Nordland) et a grandi à Odda (Hordaland). Il fait ses débuts journalistiques à l'âge de 15 ans dans le journal Hardanger Folkeblad.
Parallèlement à ses études à en philosophie à l'université de Bergen, il est journaliste sportif au Bergens Tidende. Il étudie l'histoire des idées à l'université d'Oslo pendant un an, mais retourne à Bergen pour écrire son mémoire de master sur le philosophe autrichien Ludwig Wittgenstein. Il obtient ensuite un doctorat (doctor philosophiae) grâce à une thèse biographique sur le poète Olav H. Hauge.

## Carrière
Knut Olav Åmås commence sa carrière en 1996 comme éditeur chez Universitetsforlaget (presses universitaires). Il devient éditeur du périodique Samtiden en 2001 et le reste jusqu'en 2006 où il est embauché comme journaliste chargé des débats par le journal Aftenposten. Ses fonctions sont élargies à la culture en 2008.
Le 16 octobre 2013, il est nommé secrétaire d'État auprès de Thorhild Widvey, la ministre de la Culture et des Affaires de l'Église de Norvège dans le gouvernement Solberg.
Il démission de ses fonctions le 6 juin 2014 pour diriger la fondation Fritt Ord militant pour la liberté de la presse.

## Distinctions
Il reçoit en 2005 le prix Melsom (réservé aux ouvrages en nynorsk) pour sa biographie d'Olav H. Hauge publiée en 2004 et intitulée Mitt liv var draum. 
Il obtient en 2007 le prix de journalisme Den Store Journalistprisen. 

## Vie privée
Åmås est ouvertement homosexuel. Il vit avec l'homme de presse Knut Aastad Bråten.